# Nina Oleksandrivna Leipunska
Nina Oleksandrivna Leipunska (tiếng Ukraina: Ніна Олександрівна Лейпунська; 9 tháng 5 năm 1930, Kharkiv - 22 tháng 12 năm 2008, Kyiv) là một nhà khảo cổ học người Ukraina. Bà được trao bằng Tiến sĩ khoa học Lịch sử năm 1975.
Bà là thành viên của Đoàn thám hiểm khảo cổ học Olviia trong 55 năm, từ năm 1953 đến năm 2008, đồng thời là người phụ trách công tác khai quật tại một số địa điểm. Trong gần 35 năm, từ năm 1969 đến năm 2003, bà là nghiên cứu viên tại Viện Khảo cổ học của Viện Hàn lâm Khoa học Quốc gia Ukraina. Bà là một trong những thành viên sáng lập Bảo tàng Khảo cổ học của viện. Bà là tác giả của khoảng 120 công trình khoa học, bao gồm một số chuyên khảo, từng được xuất bản ở nước ngoài. Bà là học trò của nhà khảo cổ học Lazar Moiseiovych Slavin.

## Tiểu sử
Bà sinh ngày 9 tháng 5 năm 1930 tại Kharkiv.
Năm 1954, bà tốt nghiệp khoa Lịch sử, Đại học Quốc gia Taras Shevchenko Kyiv chuyên ngành khảo cổ học. Từ năm 1956 đến năm 1960, bà được đào tạo chương trình sau đại học tại Bảo tàng Lịch sử Quốc gia Moskva, chuyên ngành khảo cổ học cổ đại. Bà là cựu sinh viên của nhà khảo cổ học Lazar Moiseiovych Slavin.
Từ thời sinh viên, bà đã bắt đầu tham gia đoàn thám hiểm khảo cổ học Olviia. Bà đã làm việc cùng đoàn cho đến khi qua đời và năm 2008. Trong gần 35 năm (1972-2006), bà đảm nhiệm vai trò giám sát việc khai quật một số phần của thị trấn Thượng và Hạ của Olviia, cũng như các khu dân cư gần đó. Kết quả của công trình thám hiểm khảo cổ này đã được ghi nhận trong các tác phẩm khoa học của bà, được xuất bản ở Đan Mạch, Pháp và nhiều nước khác trên thế giới [2]. Tổng cộng, bà đã tham gia vào khoảng 120 công trình khoa học.
Từ năm 1969, bà là nghiên cứu viên tại Viện Khảo cổ học của Viện Hàn lâm Khoa học Quốc gia Ukraina. Bà đảm nhiệm vai trò quan trọng trong tổ chức các cuộc triển lãm tại Bảo tàng Khảo cổ học của Viện về lĩnh vực khảo cổ học Scythia. Năm 1975, bà được trao bằng Tiến sĩ khoa học Lịch sử, với luận án về "Vò hai quai tìm thấy tại Olviia thuộc thế kỷ 6-4 trước Công nguyên".
Bà có một thời gian làm thư ký khoa học tại Bảo tàng Khảo cổ học của viện. Bà cũng là thành viên của Quỹ và Ủy ban Chuyên gia của Bộ Văn hóa Ukraina. Bà là giảng viên và người chủ trì nhiều hội nghị khảo cổ học quốc tế, đặc biệt, ở Gruzia, Hy Lạp, Ba Lan, România, v.v.

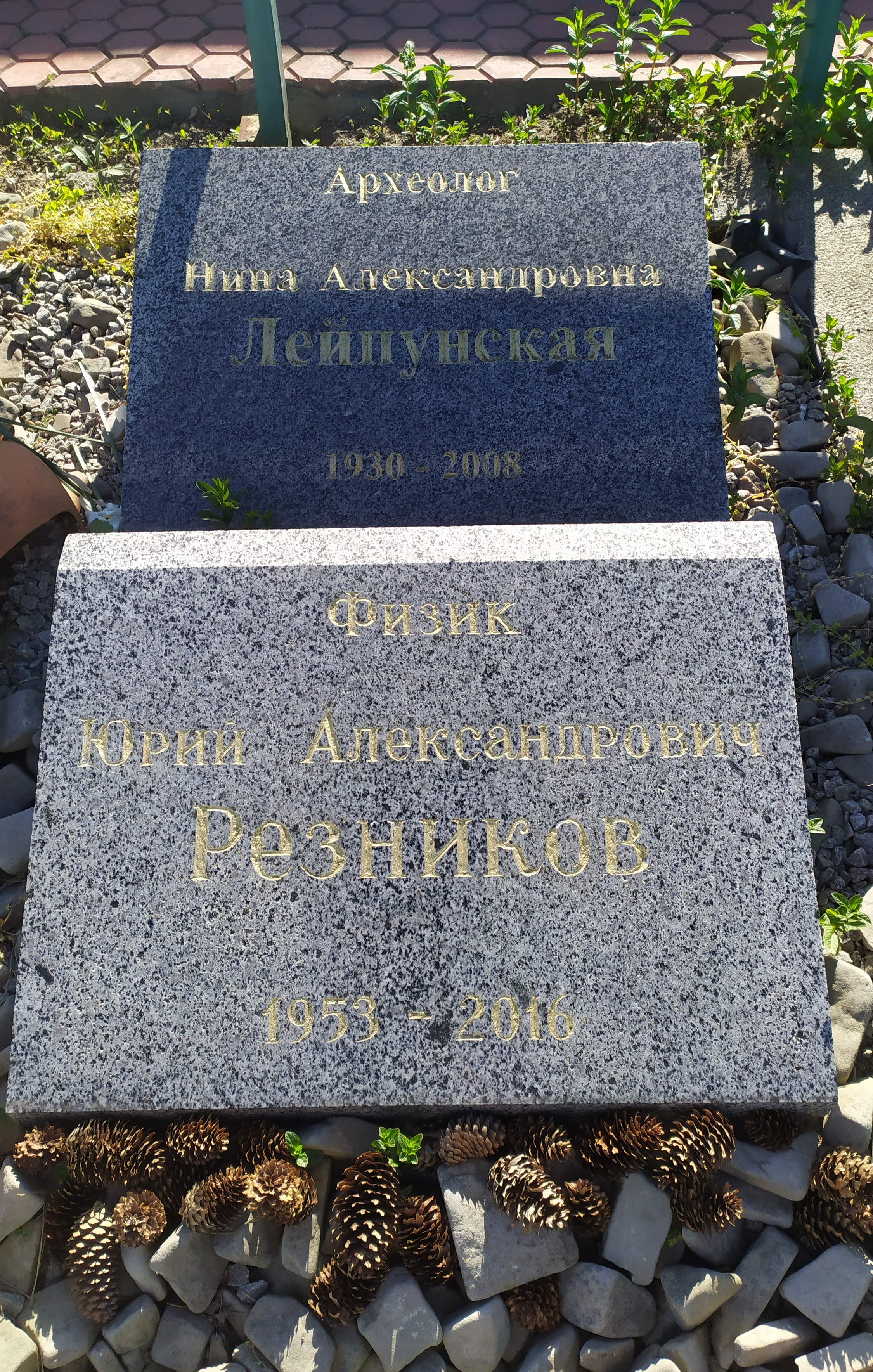
Mộ phần của bà và con trai bà, nghĩa trang Baikove

Các cựu sinh viên của bà có một số lượng lớn là các Tiến sĩ khoa học và Giáo sư Lịch sử, bao gồm Valentyna Krapivina, Alla Buiskykh, Oleh Zhuravlov, vv...
Bà ngừng công tác tại Viện Khảo cổ học vào năm 2003, và quan tâm nghiên cứu các địa điểm khảo cổ ở Olviia. Trong những tháng cuối đời, bà vẫn thực hiện công trình chuyên khảo dựa trên các kết quả khai quật tại Olviia của NGS. Tập chuyên khảo đã được xuất bản tại Đan Mạch sau khi bà qua đời.
Bà qua đời vì một căn bệnh diễn biến nhanh vào ngày 22 tháng 12 năm 2008. Bà được chôn cất tại nghĩa trang Baikove cùng gia đình.

### Gia đình
Bà sinh ra trong một gia đình theo nghiệp khoa học. Cha và mẹ bà đều là những nhà vật lý nổi tiếng. Cha bà là Oleksandr Illich Leipunskyi (1903-1972), giám đốc Viện Vật lý Cộng hòa Xã hội chủ nghĩa Xô viết Ukraina, nhà nghiên cứu vật lý nguyên tử và hạt nhân. Mẹ bà là Antonina Fedorivna Prykhotko (1906-1995), giám đốc Viện Vật lý thuộc Viện Hàn lâm Khoa học Liên Xô, nhà nghiên cứu vật lý tinh thể phi kim loại.
Người chồng đầu tiên của bà là Aleksandr Borisovich Reznikov (1931-1980), một nhà sử học và Đông phương học. Bà có với người chồng đầu một con trai, Yurii Oleksandrovych Rieznikov (1953-2016), một nhà vật lý, Tiến sĩ khoa Vật lý và Toán học.
Người chồng thứ hai của bà là nhà khảo cổ học Serhii Dmytrovych Kryzhytskyi (1932-2018), đồng thời là đồng nghiệp của bà trong nghiên cứu tại Olbia, và là một giáo sư.

## Thành tựu khoa học (chọn lọc)
- 1964 — «Культ Аполлона в Ольвии» (bài báo)
- 1970 — «Про культ Ахілла у Північному Причорномор'ї» (bài báo)
- 1971 — «Археологія Української РСР» (chuyên khảo tập thể)
- 1972 — «Досвід розробки методики класифікації грецьких амфор» (bài báo)
- 1973 — «Класифікація амфор архаїчного часу з Ольвії» (bài báo)
- 1975 — «Амфоры из Ольвии VI—IV вв. до н.э.» (дисертація)
- 1978 — «Раскопки центрального квартала в Ольвии» (bài báo)
- 1981 — «Керамическая тара из Ольвии (опыт изучения амфор 6–4 вв. до н. э.)» (chuyên khảo)
- 1982 — «Ольвия — память тысячелетий» (đồng tác giả với Serhii Kryzhytskyi)
- 1984 — «Заметки о некоторых группах амфор из Ольвии» (bài báo)
- 1986 — «Керамическое производство и керамика» (bài báo)
- 1988 — «Комплекс западных ворот в Ольвии» (đồng tác giả với Serhii Kryzhytskyi)
- 1994 — «Центральний житловий квартал Ольвії» (bài báo)
- 1994 — «On Some Problems in Research of Amphoras Complex from Olbia Pontique VI—I B.C.» (Istanbul)
- 1997 — «Ольвия. Раскопки, история, культура» (đồng tác giả với Serhii Kryzhytskyi)
- 1998 — «Давня історія України» (chuyên khảo tập thể)
- 1999 — «Ольвия. Античное государство в Северном Причерноморье» (chuyên khảo tập thể)
- 2004 — «Принципи моделювання економічного базису північнопричорноморської античної держави на прикладі Ольвії» (đồng tác giả)
- 2006 — «Hellenistic amphoras from Olbia Pontic» (Batumi)
- 2007 — «Артеміда Ольвійська» (bài báo)
- 2007 — «Olbian-Scythian Trade: Exchange Issues in the Sixth to Fourth Centuries BC» (Đại học Oxford)
- 2010 — «Опыт классификации керамики из архаических комплексов (по материалам Центрального квартала Ольвии)» (bài báo; xuất bản sau khi mất)
- 2010 — «The Lower City of Olbia (Sector NGS) in the 6th century BC to the 4th century AD.» (Đại học Oxford; xuất bản sau khi mất)
- 2011 — «Olbia. Fouilles, histoire, culture. Un État antique sur le littoral septentrional de la Mer Noire» (Pháp)